# Begonia wadei
Begonia wadei é uma espécie de Begonia nativa da ilha Palawan, nas Filipinas.